# Brenna (Toskana)
Brenna ist ein Ortsteil (Fraktion, italienisch frazione) von Sovicille in der Provinz Siena, Region Toskana in Italien.

## Geografie
Der Ort liegt ca. 5 km südlich des Hauptortes Sovicille, ca. 13 km südwestlich der Provinzhauptstadt Siena und ca. 60 km südlich der Regionshauptstadt Florenz. Der Ort liegt in der Landschaft der Maremma und am nordöstlichen Rand der Colline Metallifere bei 194 m in der Montagnola Senese. Der Ort liegt am Fluss Merse. 2017 hatte der Ort 187 Einwohner.

## Geschichte
Der Legende nach geht der Ortsname auf den Gallier Brenno zurück, der mit seinen Truppen auf der Flucht von Rom im 4. Jahrhundert v. Chr. in Brenna Halt machte und den Ort gründete. Unterstützt wird die Legende durch gefundene Gräber keltischer Art unweit von Brenna bei Orgia. Erstmals dokumentiert wurde der Ort am 17. April 1194 durch Papst Coelestin III., der in einem Dokument die Abgabe von Teilrechten der Ardengheschi aus Civitella di Pari an die Abtei Abbazia di San Lorenzo al Lanzo (auch Badia Ardenghesca genannt) dem Abt Strambo bestätigte. Ab 1202 geriet der Ort in den Konflikt zwischen den Ardengheschi und Siena. Dabei verwehrten die Ardengheschi Siena Unterstützung im Kampf um Montalcino, da dieses auf eigene Kosten (von Brenna bzw. den Ardengheschi) durchgeführt werden sollte. 1271 beschloss der Rat von Siena, dass der Ort durch einen Ortsvorstand (Guidice) geführt werden müsse, der dem Podestà von Siena unterstünde.

## Sehenswürdigkeiten

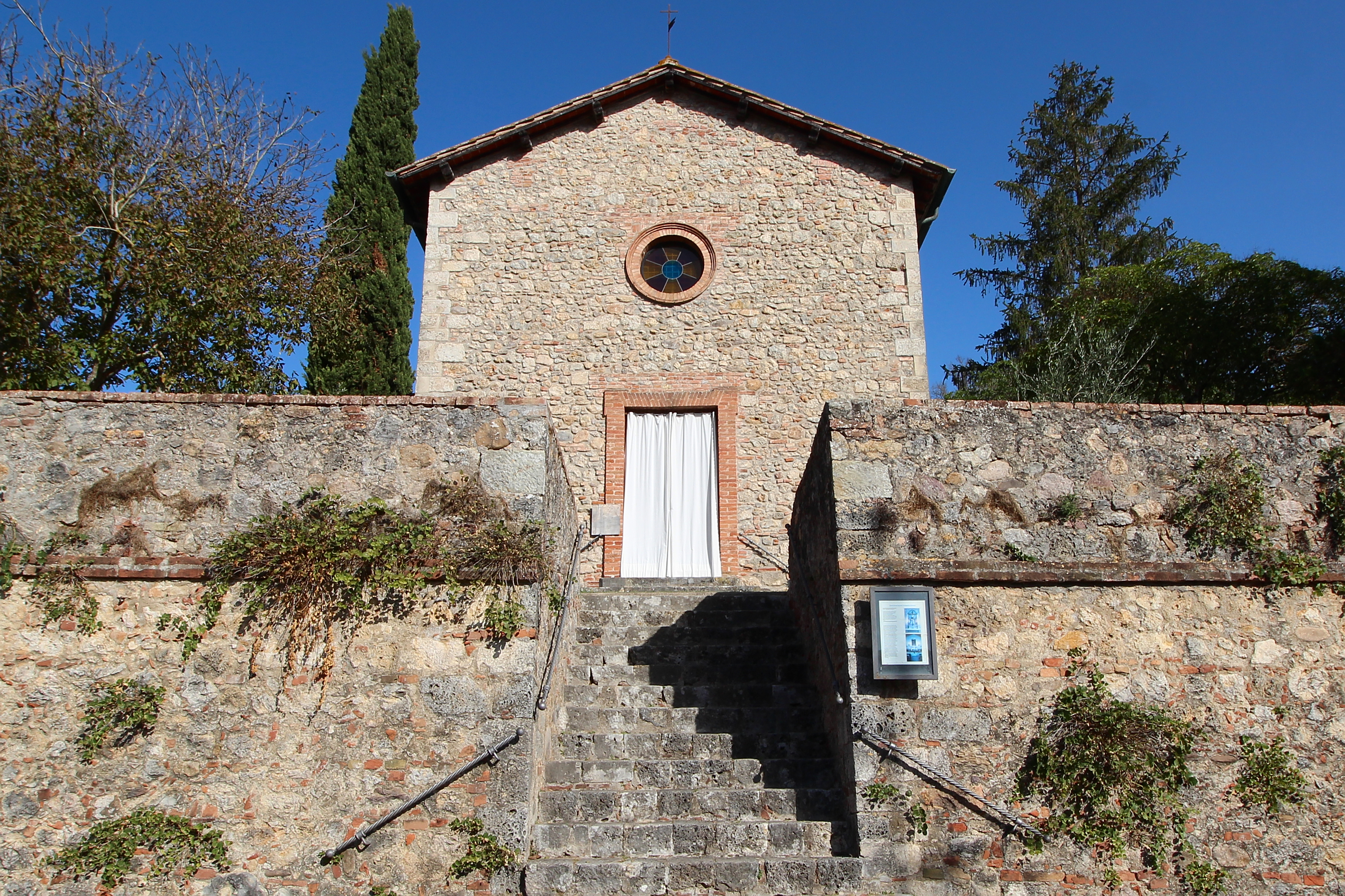
Die Kirche San Michele Arcangelo a Brenna

- Chiesa di San Michele Arcangelo, Kirche aus dem 11. Jahrhundert, die durch die Ardengheschi entstand. Im 12. Jahrhundert unterstand die Kirche ab 1144 der Abbazia di San Lorenzo al Lanzo und nach 1194 auch der Pieve San Giovanni Battista a Rosia in Rosia.[6] Nach dem Niedergang der Ardengheschi wurde die Kirche wenig gepflegt und 1722 zum Abriss freigegeben. Der Neubau mit der neuen Zugangstreppe entstand durch den Willen des Erzbischofes von Siena, Alessandro Zondadari (1715–1744), und wurde 1741 eingeweiht. Der Hochaltar enthält das Wappen des Zondadari sowie ein Leinwandgemälde von Niccolò Franchini (San Michele Arcangelo). Der linksseitige Altar entstand durch die Familie Galgani und enthält von Bernardino Baroni das Bild des San Galgano (Galgano Guidotti, Gründer der Abbazia San Galgano). Der rechtsseitige Altar enthält ein Crocifisso aus der Vorgängerkirche und eine Gruppe von Gipsstatuen, Dolenti genannt (18. Jahrhundert).[3] Die Kirche gehört zum Erzbistum Siena-Colle di Val d’Elsa-Montalcino.
- Molino del Pero, Mühle am Ortsrand von Brenna, die im Mittelalter entstand. Wurde im 14. Jahrhundert befestigt und ist mit einem Turm ausgestattet.[7] Er liegt an einem Gora (künstlicher Kanal), ein Abzweig des Merse, der kurz vor Brenna abgeleitet wird und hinter dem Ort über den Rosia wieder zufließt.
- Molino del Palazzo, Mühle am Ortsrand, 1246 erwähnt.[8]

Bilder von Brenna
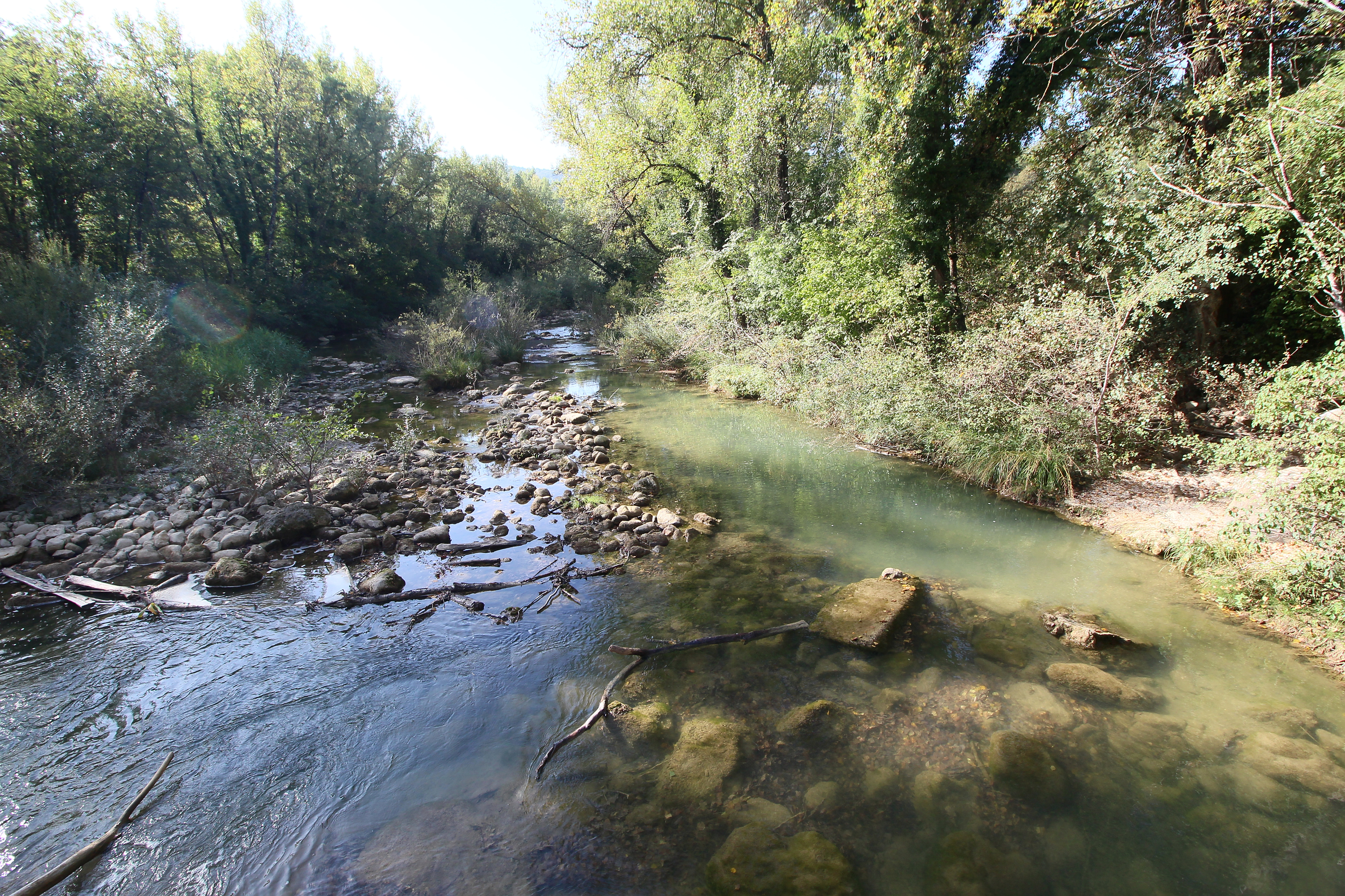
Der Merse bei Brenna
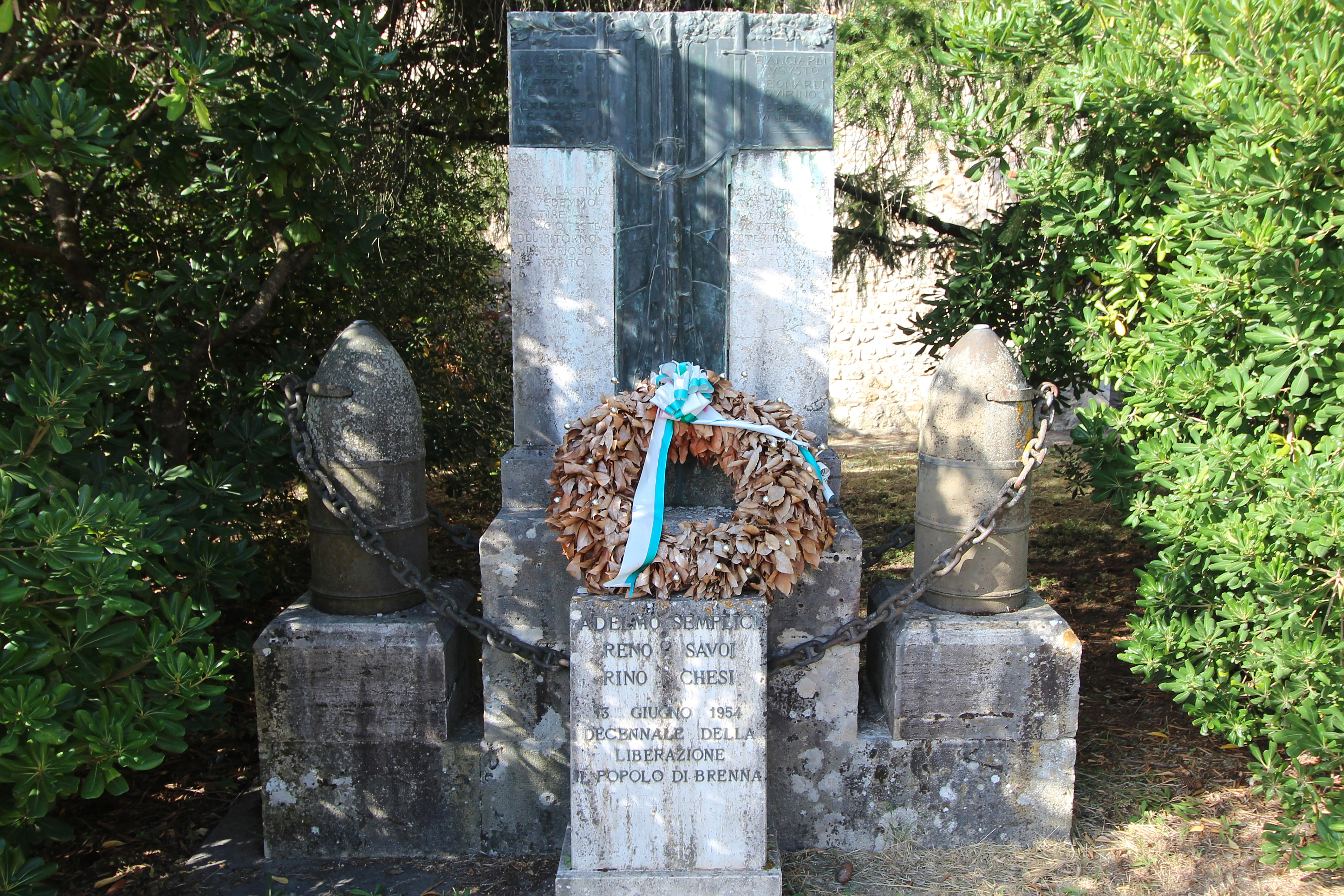
Das Kriegsgefallenendenkmal
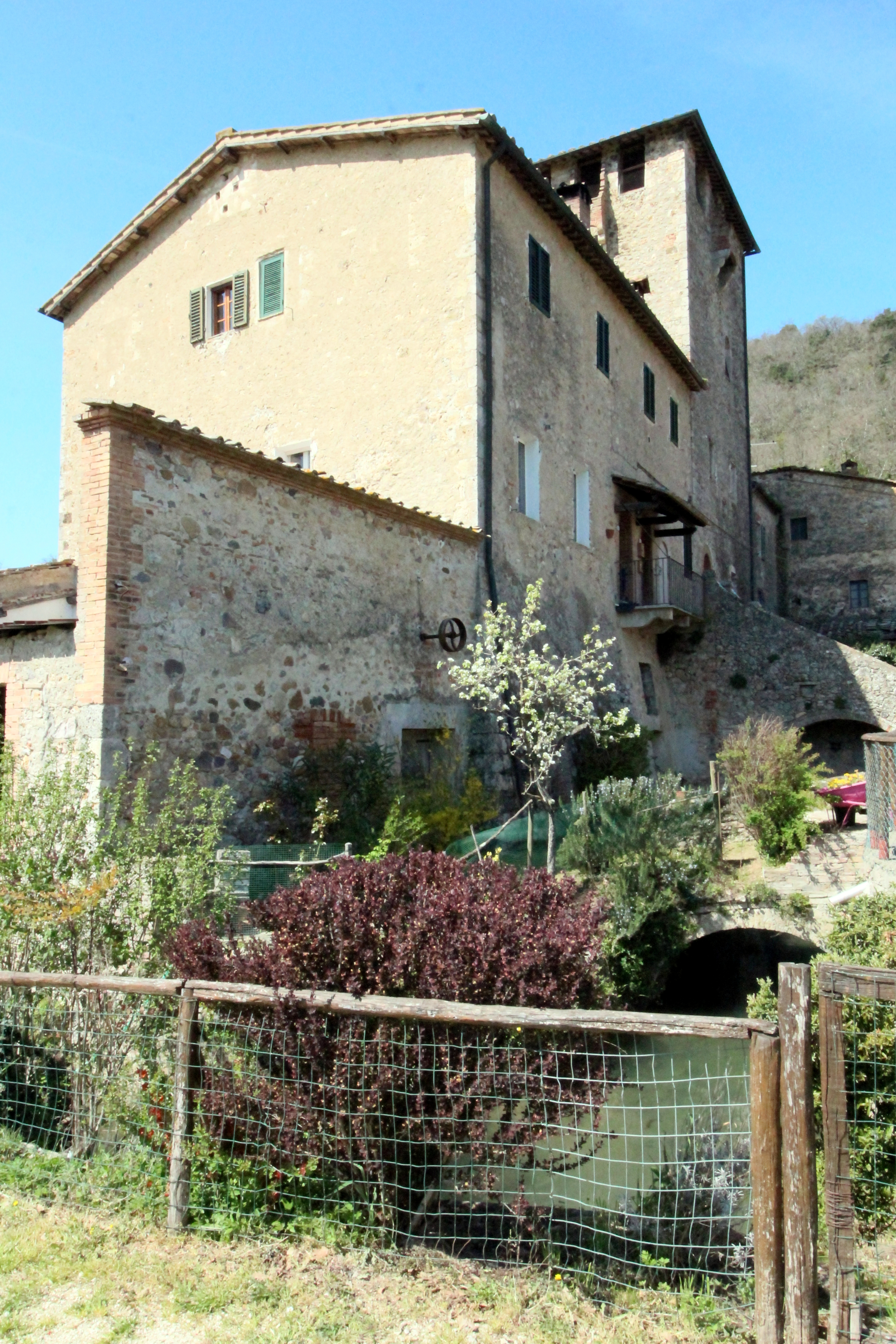
Die ehemalige Mühle Molino del Pero